# Ruïne van Brederode

Met de Ruïne van Brederode worden de resten aangeduid van Kasteel Brederode bij Santpoort-Zuid.
Het kasteel is in de tweede helft van de 13de eeuw gesticht door Willem I van Brederode (+/- 1215–1285). Deze stamt af van de heren van Teylingen, die verwant waren aan de graven van Holland. Het kasteel vormde onderdeel van de hoge heerlijkheid Brederode, waarmee de heren van Brederode in de 13e eeuw door de graaf van Holland waren beleend.

## Geschiedenis

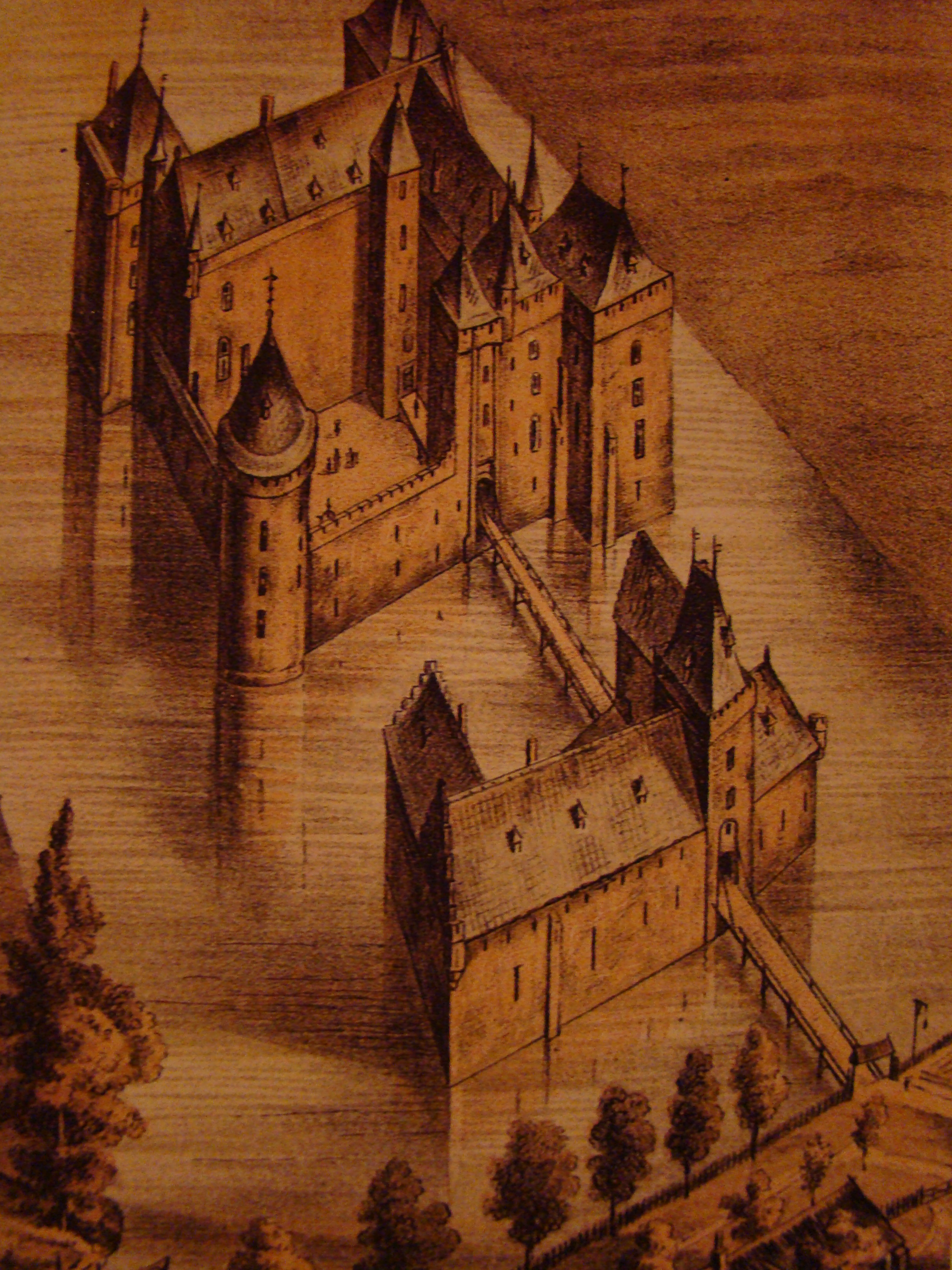
Negentiende-eeuwse reconstructie

De naam Brederode verwijst naar een stuk bosgrond (Brede Roede) dat gerooid werd, waarop het kasteel is gebouwd. Eerst bestond het kasteel slechts uit een woontoren. Rond 1300 werd de toren afgebroken waarna Dirk II van Brederode een vierkant kasteel liet optrekken.
Tijdens de Hoekse en Kabeljauwse twisten bleven de Brederodes trouw aan Margaretha van Beieren, waardoor het kasteel in 1351 belegerd werd door de Kabeljauw-gezinde Gijsbrecht II van Nijenrode. Na de overgave was het kasteel zo zwaar beschadigd, dat het werd gesloopt.
Na de verzoening tussen de Brederodes en de graven in 1354 is het weer herbouwd. Het werd niet meer bewoond, maar bleef wel een uitvalsbasis voor de Hoeken, onder aanvoering van Willem van Brederode.
Omdat de Hoeken in 1426 Haarlem belegerden, verwoestten Kabeljauwen het zuidelijke gedeelte van het kasteel. Het werd Willem van Brederode verboden het kasteel te "versterken, vastmaken of te bolwerken" waardoor het niet hersteld kon worden. Uiteindelijk werd het noordelijke gedeelte in 1464 toch weer hersteld. Tijdens de opstand van het Kaas- en Broodvolk in 1492 werd het kasteel geplunderd door Duitse soldaten. Sindsdien werd het niet meer bewoond. In 1568 kwam het kasteel aan de Staten van Holland.
Na het verlies van de Watergeuzen in de Slag op het Haarlemmermeer moest Haarlem zich in 1573 na het beleg van Haarlem overgeven aan de Spaanse soldaten. Hierbij werd de protestantse Lancelot van Brederode door hen onthoofd en werd het kasteel geplunderd en in brand gestoken. Vervolgens viel de ruïne ten prooi aan het oprukkende stuifzand van de duinen. In 1579 kreeg een zijtak van de Brederodes de heerlijkheid weer van Holland in leen.
In 1679 stierf Wolfert van Brederode (1649-1679), de laatste heer van Brederode, waarmee de ruïne weer verviel aan de Staten van Holland en daarmee aan de Staat der Nederlanden. Bij de vorming van de Bataafse Republiek in 1795 werden alle gewestelijke eigendommen genationaliseerd.
In de 19e eeuw was de ruïne een van de eerste bouwwerken die in opdracht van de Rijksoverheid werden gerestaureerd. Dit gebeurde zoals gebruikelijk in die tijd op nogal romantische wijze.
Tot 15 januari 2016 bleef de ruïne eigendom van de Staat en werd beheerd door de Rijksgebouwendienst. Op die datum werd de verantwoordelijkheid overgedragen aan de stichting Monumentenbezit.

## Huidig gebruik
De ruïne kan worden bezocht als openlucht-tentoonstelling, er is informatie over de geschiedenis van het kasteel en van de Heren van Brederode. De donjon kan beklommen worden, er is een theetuin en er worden soms activiteiten georganiseerd met ridders en de middeleeuwen als thema. Het is ook een trouwlocatie. Ruim 70 vrijwilligers zorgen er voor dat de locatie toegankelijk kan blijven voor het publiek.

## Wetenswaardigheden
- In 2010 vonden hier de opnames plaats van de film: Snuf en het spookslot
- Angelique Schipper schreef een boek met de Ruïne van Brederode als hoofdlocatie

## Afbeeldingen

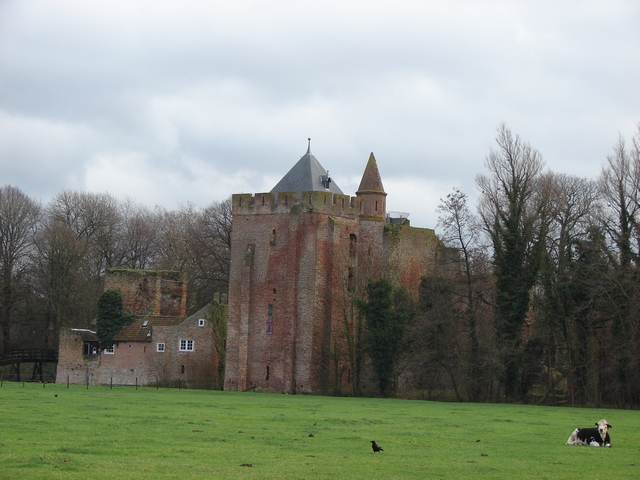
Aanblik vanaf de Velserenderlaan
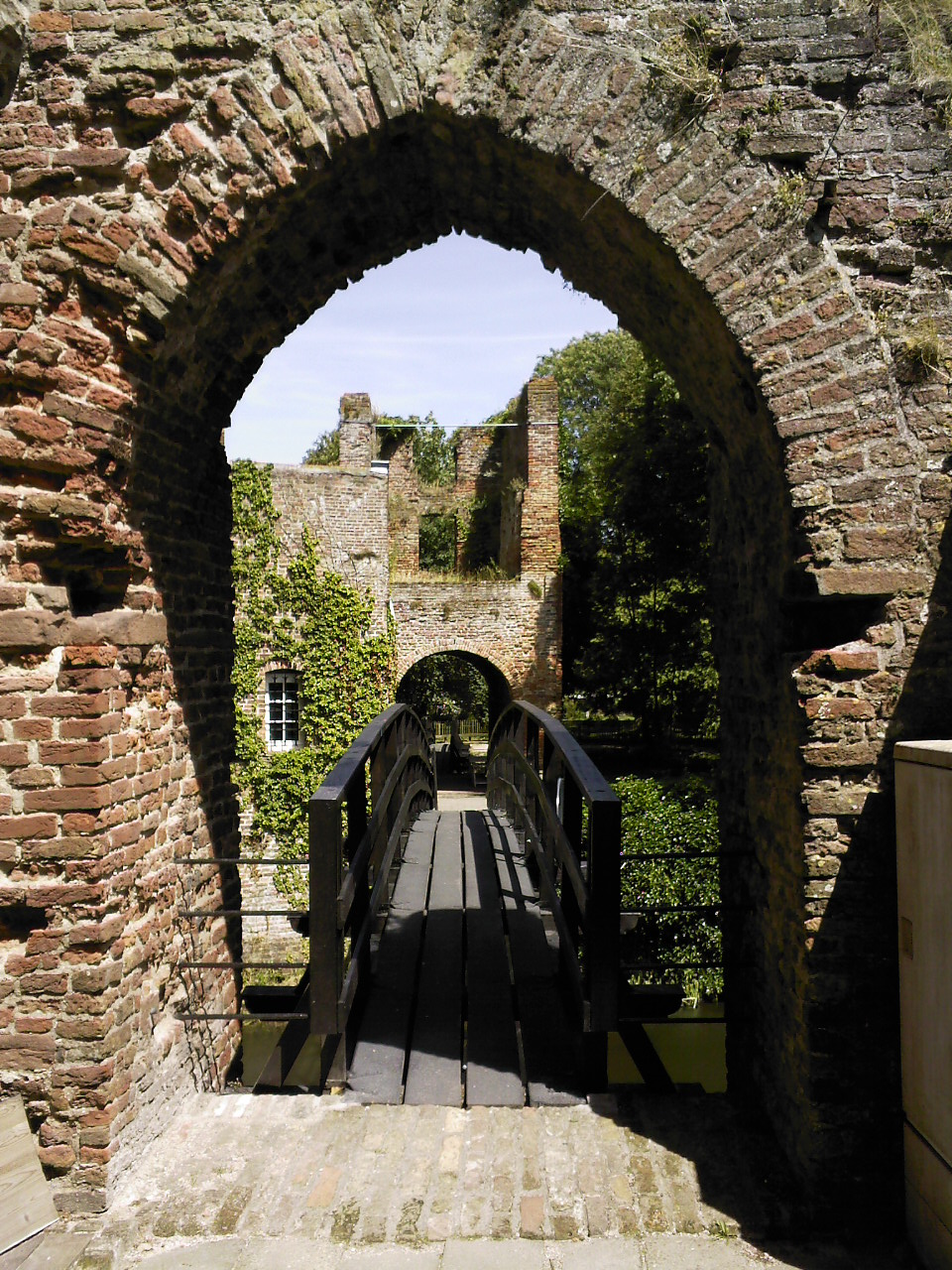
Uitzicht door hoofdpoort op voorburcht
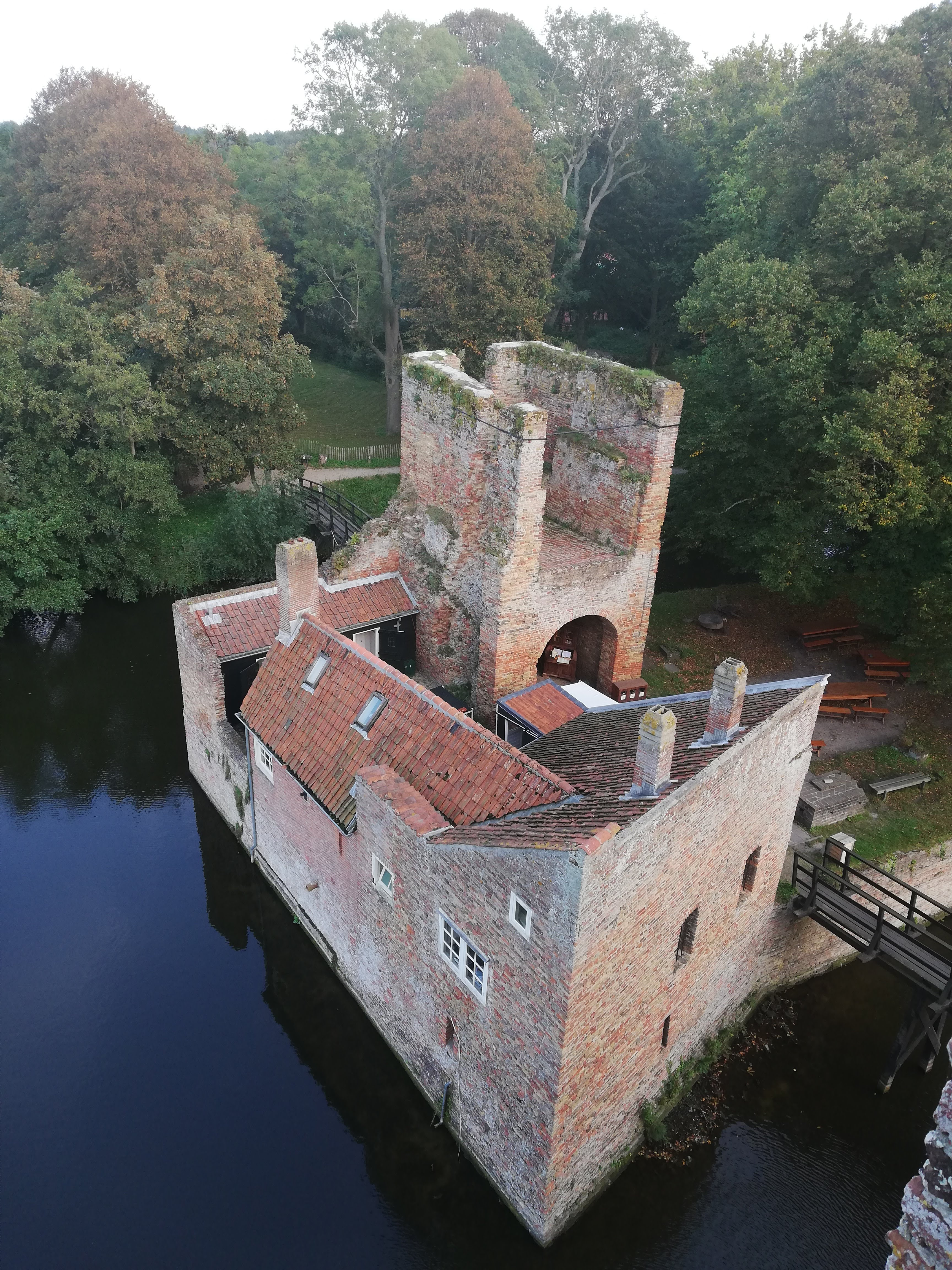
Huidige entree met voorburcht
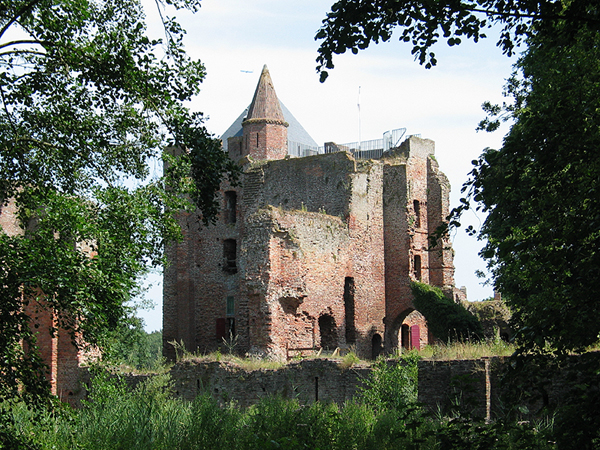
Brederode
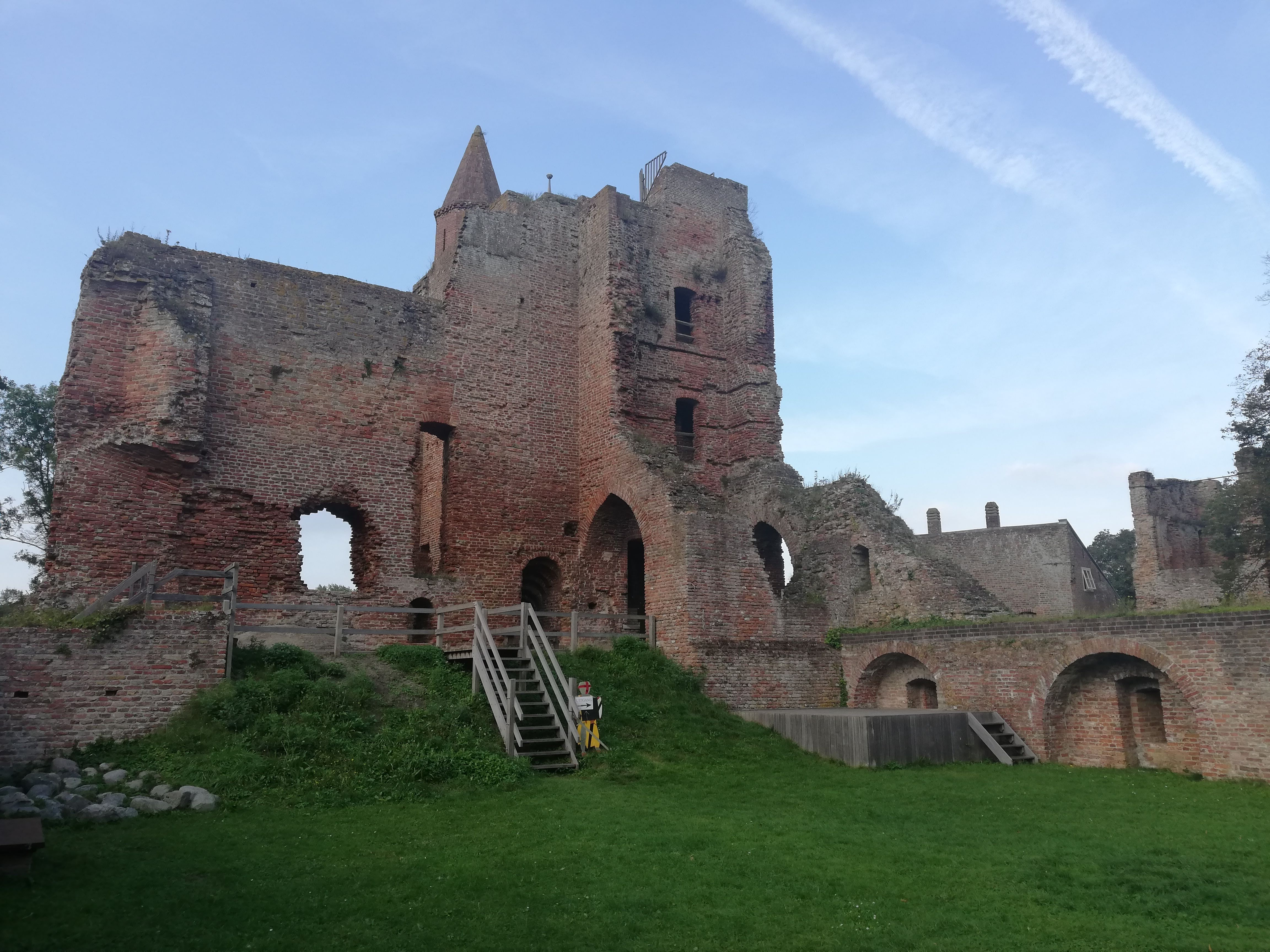
Zijaanzicht vanaf het voormalige binnenterrein
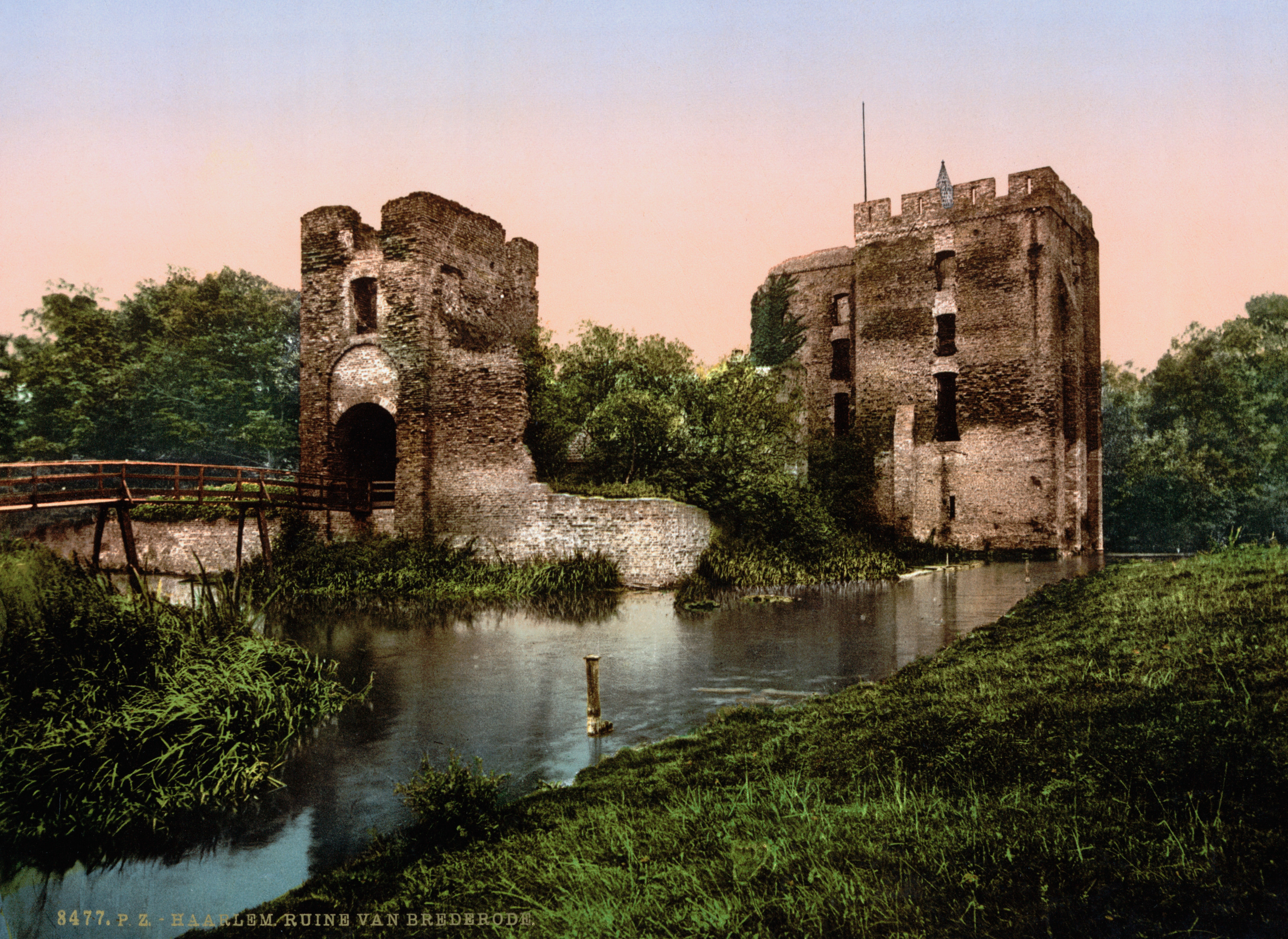
Rond 1900
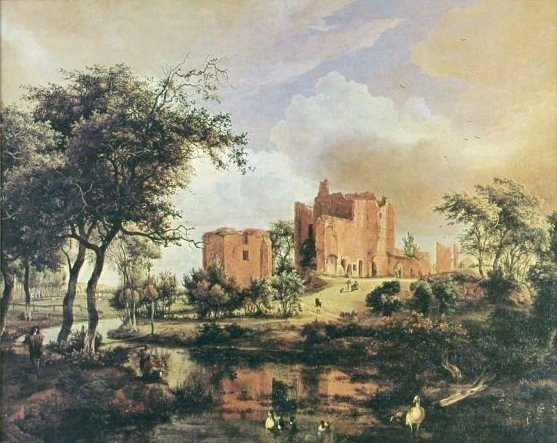
17e eeuw
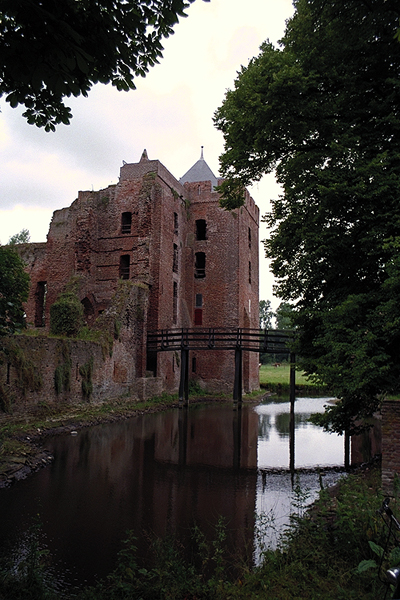
De Ruïne van Brederode
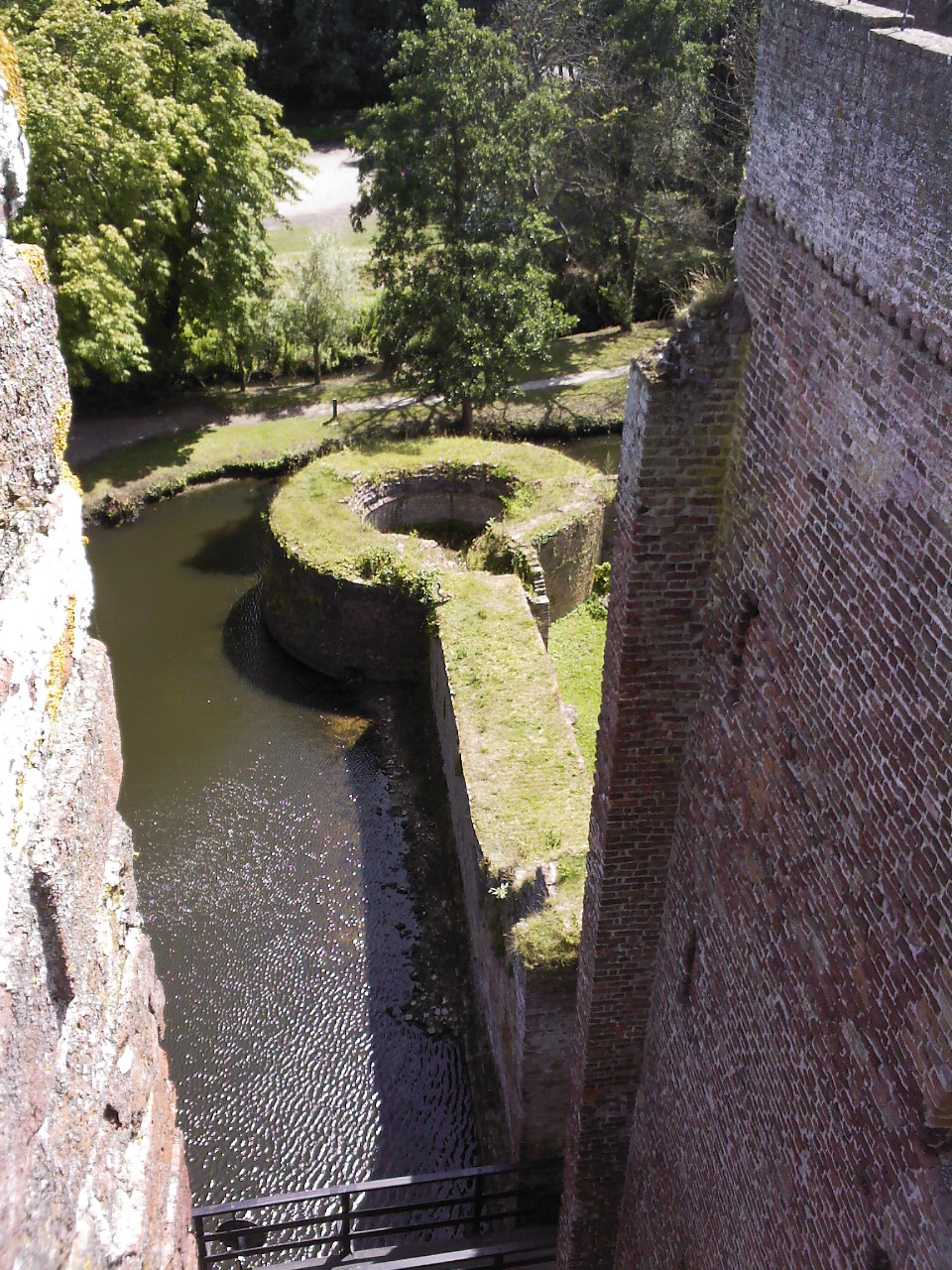
Uitzicht op de fundering van de noordoostelijke toren
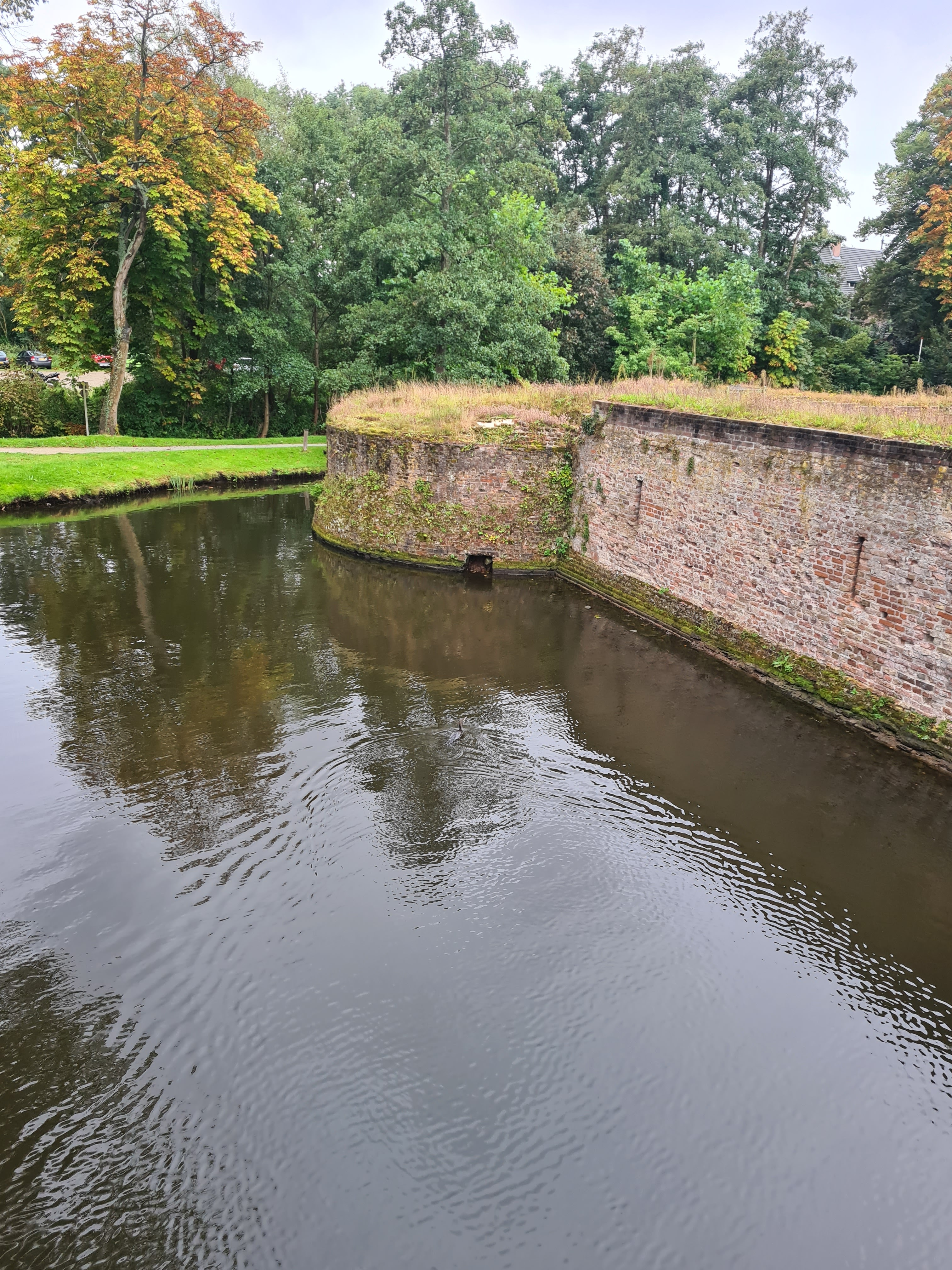
Gracht
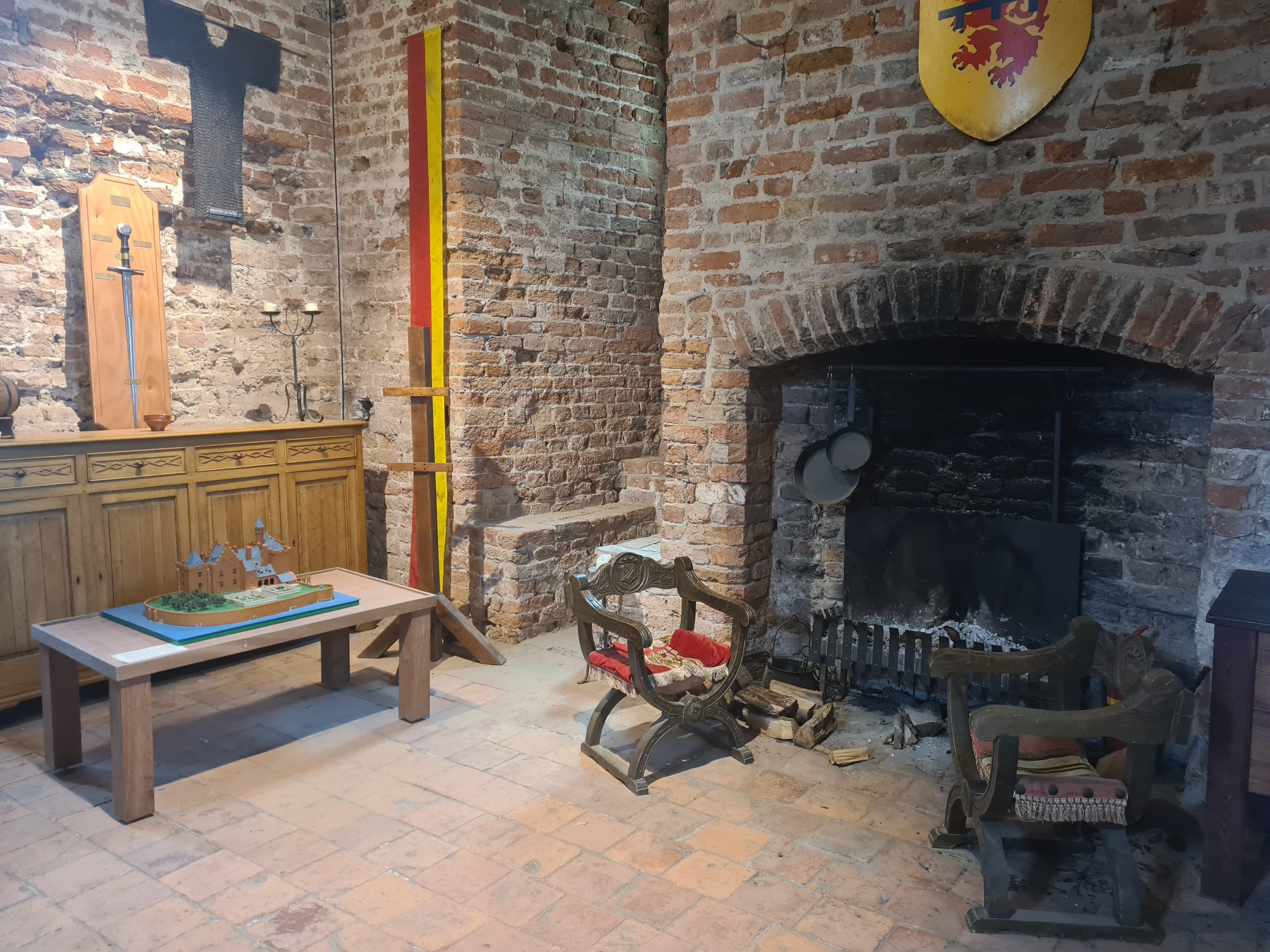
Interieur